# Crash d'hélicoptère à Mannheim de 1982

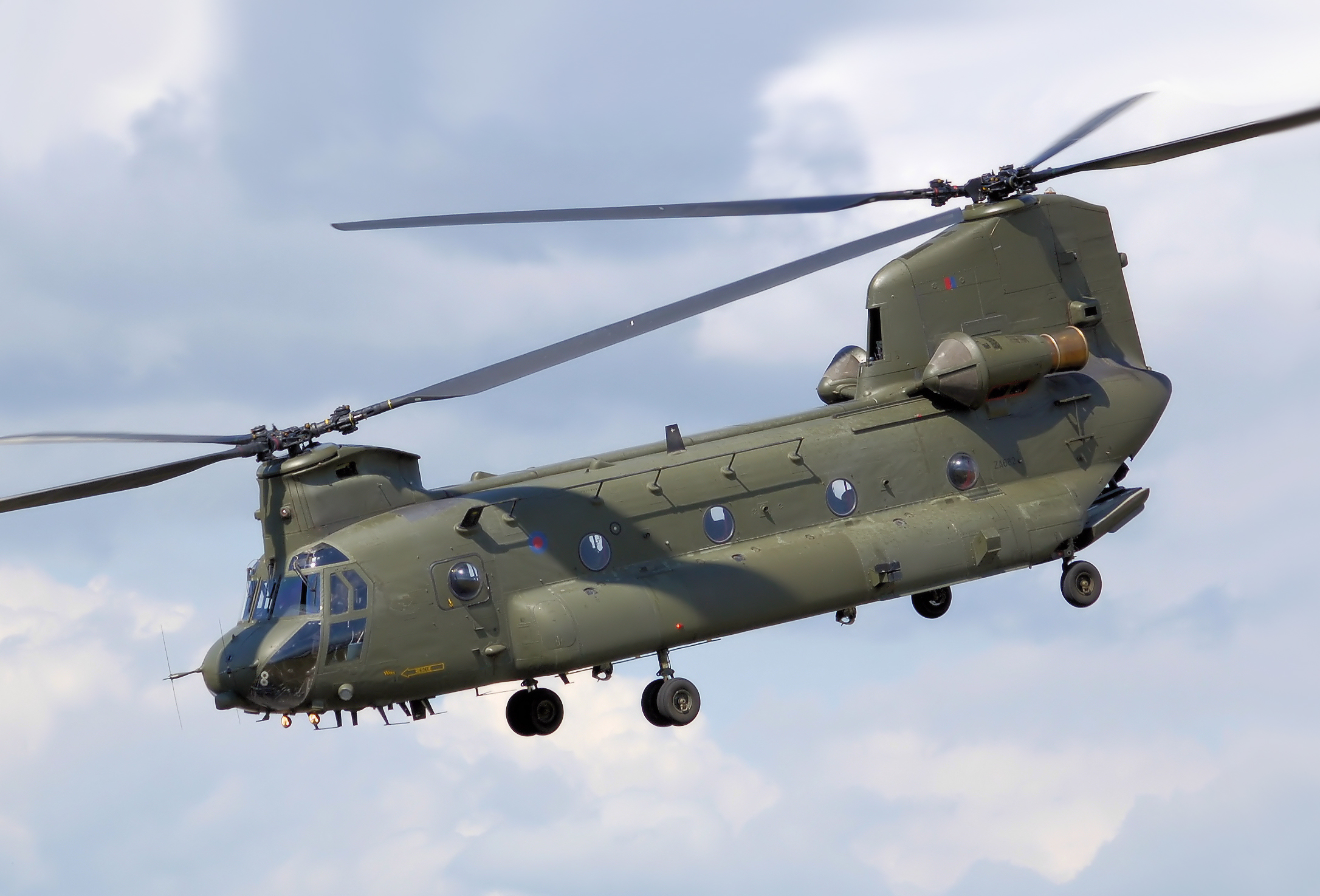
Un Chinook en démonstration en 2008

Le 11 septembre 1982, un hélicoptère CH-47C Chinook de l'armée américaine s'écrase à Mannheim, en Allemagne de l'Ouest, sur l'autoroute fédérale 656, tuant les 46 personnes à bord : l'équipage américain et les parachutistes sportifs américains, allemands, britanniques, canadiens et français, ainsi que deux journalistes, qui devaient faire un saut pour les journées internationales aéronautiques de Manheim.

## Accident
À l'occasion du 375e anniversaire de l'octroi des droits municipaux à Mannheim, ville du Bade-Wurtemberg, dans le sud-ouest de l'Allemagne, les Journées internationales aéronautiques devaient avoir lieu à l'aéroport de Mannheim-Neuostheim. Pour l'occasion, des parachutistes de Mannheim et des villes jumelées de Toulon et Swansea, dans le sud du Pays-de-Galles, voulaient établir un record de saut en formation. Ils devaient la veille effectuer un saut d'entraînement à environ 3 500 mètres d'altitude devant des milliers de spectateurs. À 12h30, l'hélicoptère de transport de la garnison américaine basée à Mannheim décolla avec ses passagers. Un peu plus de 10 minutes plus tard, lors de l'ascension, le pilote signala des problèmes à une altitude d'environ 3000 mètres et annonça son retour à l'aérodrome.

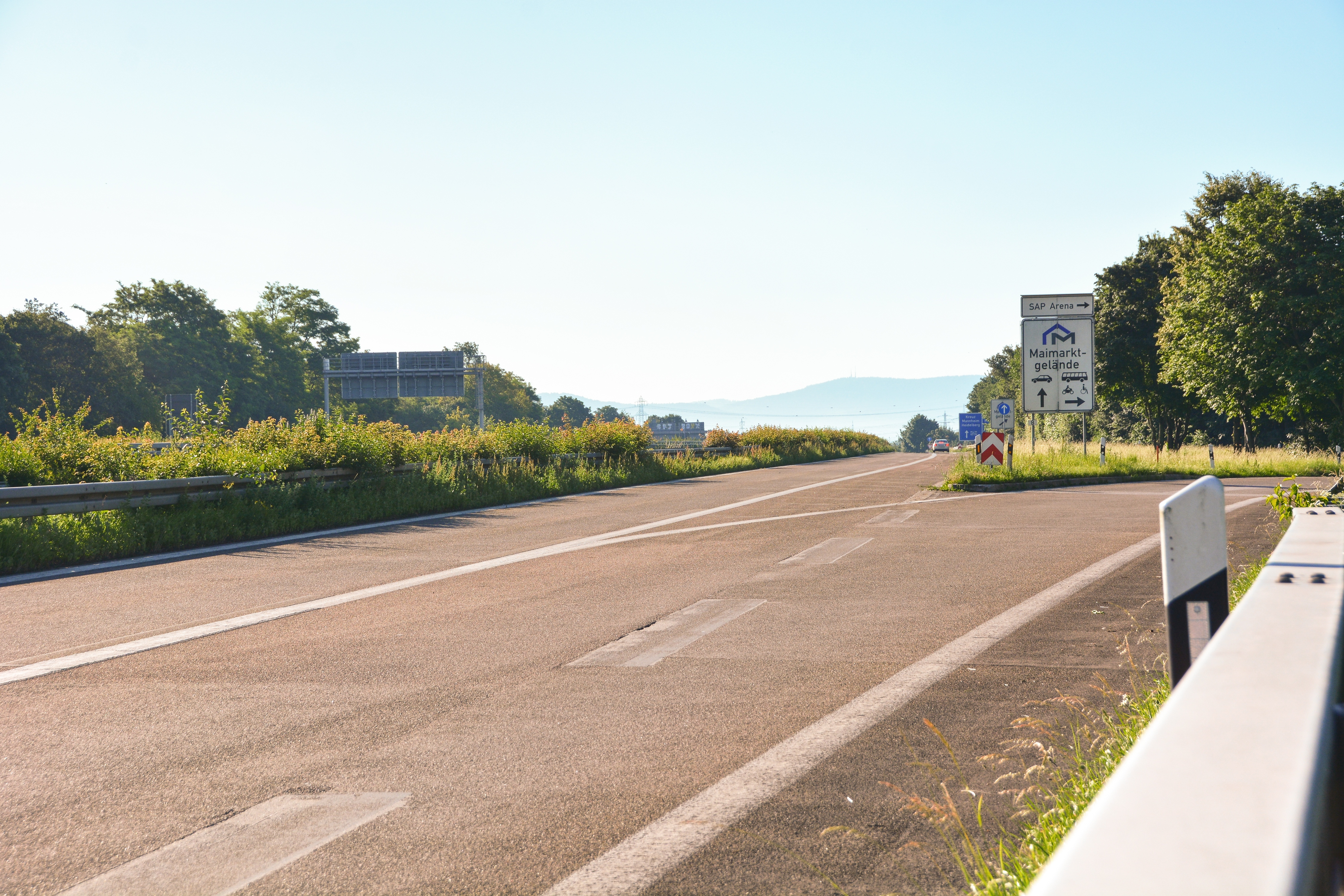
Sortie d'autoroute de Mannheim-Neckarau où le Chinook s'est écrasé

Il entama sa descente, mais à environ 250 mètres d'altitude, quasiment déjà en phase d'atterrissage, la boîte de transfert, qui a pour fonction de synchroniser la marche des deux rotors tournant en sens inverse et dont les cercles d'hélice s'engrènent sur environ six mètres, tomba en panne. Les trois pales du rotor avant et du rotor arrière entrèrent en collision et se brisèrent, l'hélicoptère alors désormais sans portance, s'écrasa sur l'autoroute 656, à hauteur de la sortie Mannheim-Neckarau, sous les yeux des spectateurs et prit feu. Les 46 occupants de l'appareil furent tués: 23 Français, 9 Britanniques, 8 Américains, dont les 5 membres de l'équipage et 2 journalistes de l'American Forces Network et 6 Allemands.

## Suites
Le maire de Mannheim Wilhelm Varnholt (de) annula toutes les autres festivités d'anniversaire de la ville. L'armée américaine interdit, le temps de l'enquête, à ses 409 hélicoptères Chinook de voler. L'épave fut transportée par avion dans un dépôt militaire à Corpus Christi au Texas. L'enquête a révéla que des particules d'un produit de nettoyage composé de coquilles de noix concassées avaient obstrué des buses de lubrification, ce qui avait entraîné une surchauffe de la boîte de transfert. De ce fait, la synchronisation des pales de neuf mètres de long n'était plus assurée et elles pouvaient se heurter les unes aux autres.
Les familles de neuf victimes ont porté plainte contre le fabricant Boeing Vertol. Un tribunal de district condamna l'entreprise aéronautique pour défaut de conception. Mais en appel, Boeing Vertol put démontrer que la proposition de modification de la conception, qui aurait pu empêcher l'accident, avait été rejetée par l'armée américaine.

## Monuments

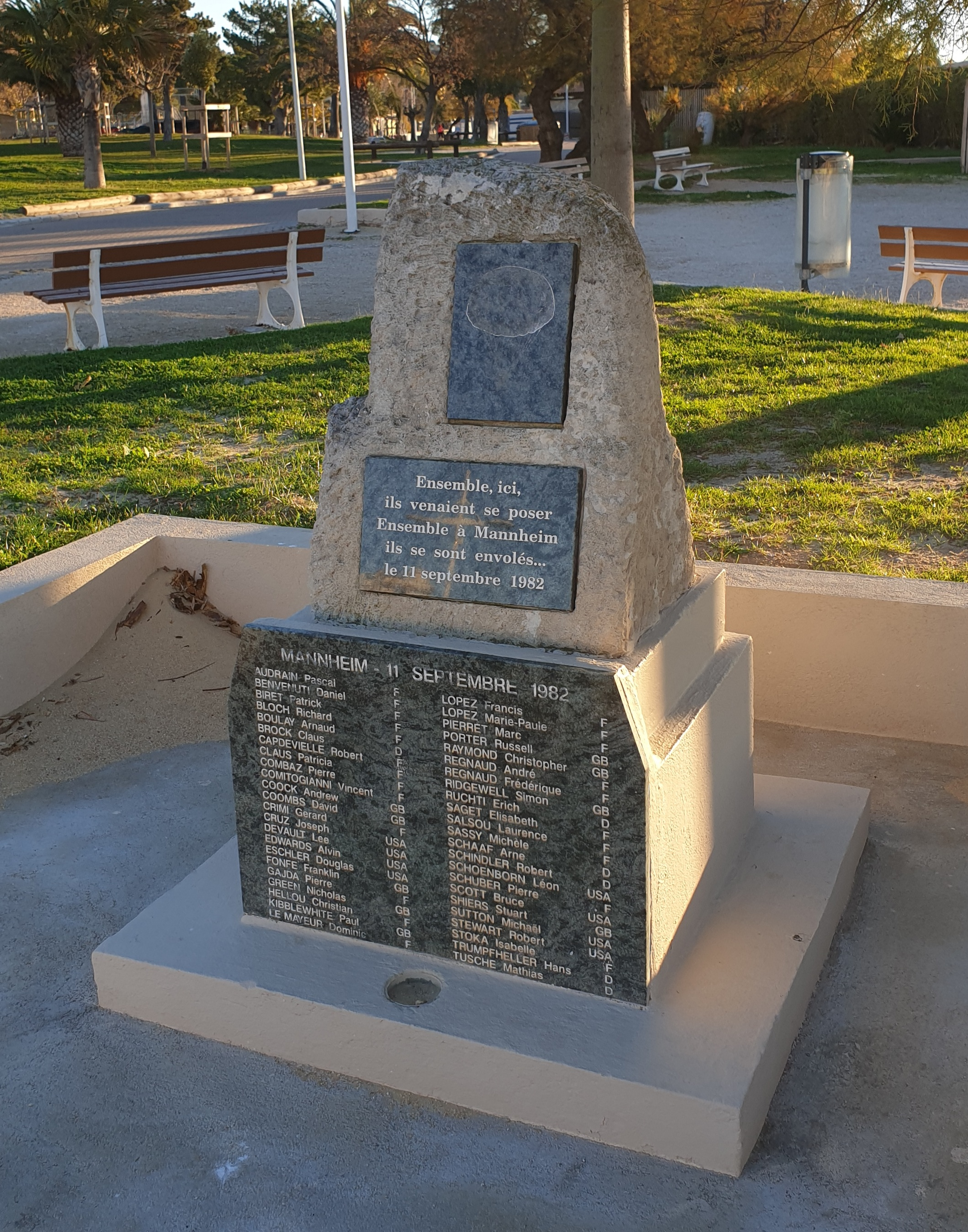
Monument à Toulon

Deux monuments rappellent cet accident. Un monument du sculpteur britannique Michael Sandle a été inauguré devant l'entrée de l'aérodrome de Mannheim et un monument sur l'esplanade devant les plages du Mourillon à Toulon, ville du Var jumelée avec Mannheim et d'où venaient la plupart des Français morts dans l'accident.